# Санжина, Дарима Дабаевна
Дари́ма Даба́евна Са́нжина ― российский бурятский учёный, доктор филологических наук, профессор.

## Биография
Родилась 25 января 1949 года в селе Иволгинск Бурят-Монгольской АССР.
После школы поступила на историко-филологический факультет Бурятского государственного педагогического института, которое окончила в 1971 году. С 1972 года работает лаборанткой на кафедре всеобщей истории БГПИ.
С 1975 по 1992 год трудилась в Бурятском институте общественных наук СО АН СССР, где последовательно прошла путь от лаборанта до научного сотрудника, ученого секретаря отдела языкознания. Принимала участие в составлении картотеки для «Большого толкового словаря бурятского языка», «Русско-бурятского словаря».
В составе комплексных экспедиций по сбору диалектологических и социолингвистических материалов ездила по бурятским улусам и русским сёлам. На основе собранных материалов написала ряд статей и докладов.
В 1987 году защитила кандидатскую диссертацию на тему «Лингвостилистическое исследование бурятских исторических романов». В диссертации впервые в бурятоведении представлено разностороннее лингвостилистическое исследование наиболее значительных в идейном и художественном отношениях исторических романов бурятских писателей: Б. Санжина «Путь праведный», дилогии Ч. Цыдендамбаева «Доржи, сын Банзара», «Вдали от родных степей», трилогии Д. Батожабая «Похищенное счастье».
С 1992 года работает в Бурятском государственном университете. В 2001 году защитила докторскую диссертацию и получила учёную степень доктора филологических наук по теме «Лингвостилистическое исследование бурятской художественной литературы (на материале лексики)». Данная работа стала логическим продолжением, расширением и углублением темы кандидатской диссертации.
В 2003 году избрана профессором.
Является известным специалистом в области стилистики бурятского языка, языка и стиля бурятской художественной литературы, социолингвистики, лексикологии. Написала 100 научно-теоретических и научно-популярных работ.

## Награды и звания
- Почётная грамота Министерства образования России (2009)
- Почётный работник высшего профессионального образования